# Joseph von Lauff
Joseph (von) Lauff, född den 16 november 1855 i Köln, död den 20 augusti 1933 i Cochem-Sehl, var en tysk författare.
Lauff var en både som romanförfattare och dramatiker synnerligen alsterrik och populär skriftställare. Hans litterärt värdefullaste arbeten är skildringar från folklivet vid nedre Rhen. Lauff adlades 1913. Han behandlas i monografier av Schroeter (1899) och Sturm (1903) samt ett sammelverk 1988.